# Agnes Chow
Agnes Chow Ting, född 3 december 1996, är en politiker och aktivist för demokrati i Hongkong.
Agnes Chow var med och grundade det politiska partiet Demosistō den 10 april 2016. Innan det var hon talesman för Scholarism - en demokratigrupp för studenter i Hongkong. 
2018 diskvalificerades Chow från att ställa upp i valet till kongressen, eftersom Demosistō jobbar för självbestämmande. Det tolkades av myndigheterna som ett stöd för självständighet för Hong Kong.
I augusti 2020 arresterades Chow under Hongkongs nya nationella säkerhetslag. Chow dömdes till 10 månaders fängelse 2 december 2020..